# U-19-Unihockey-Weltmeisterschaft 2021
Die 11. Floorball-Weltmeisterschaft der U19-Junioren fand vom 25. bis 29. August 2021 in Brno in Tschechien statt. Die tschechischen Junioren gingen als Titelverteidiger ins Turnier und wurden wieder Weltmeister.
Die Veranstaltung wurde von der International Floorball Federation ausgetragen.

## Veranstaltungsort

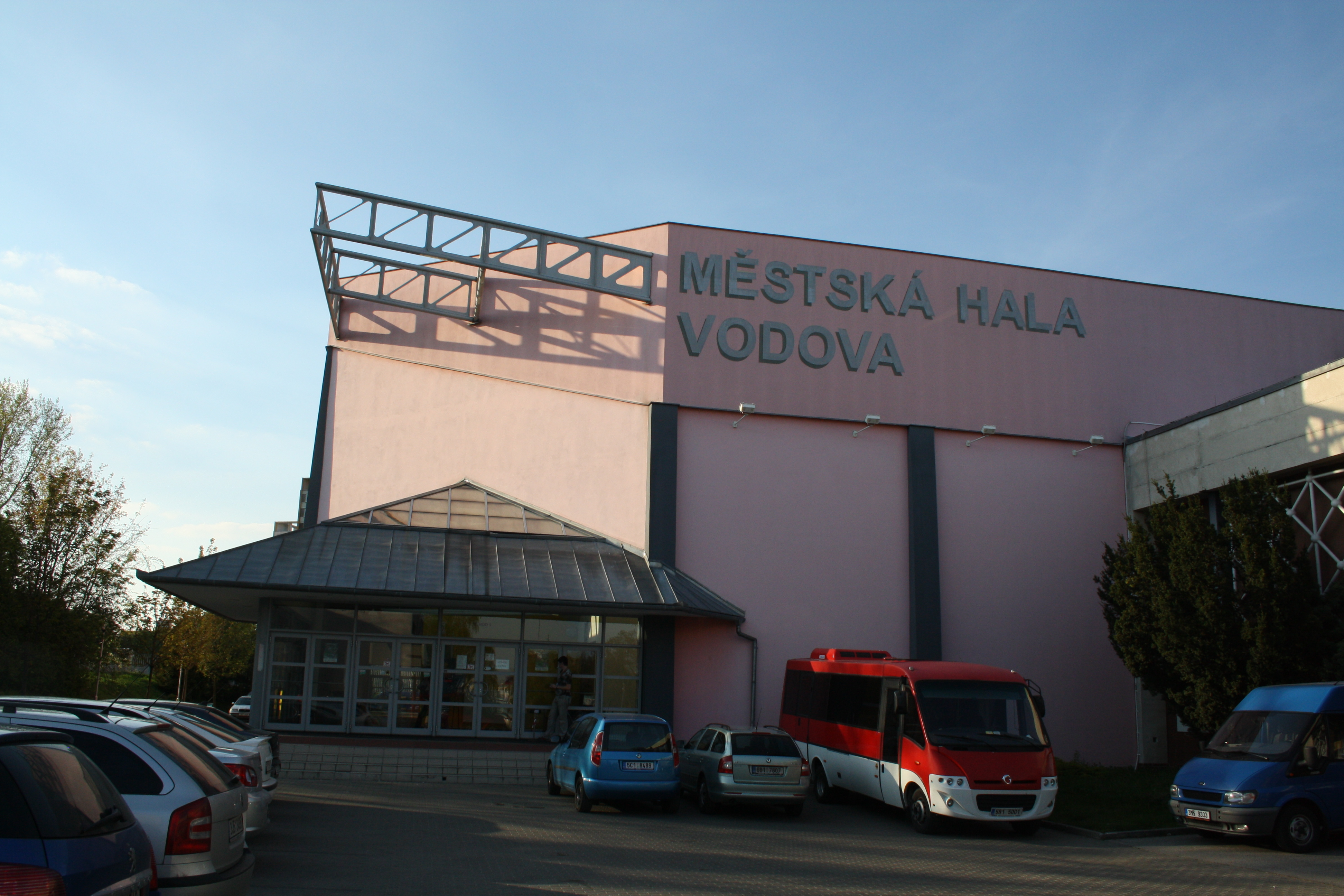
Der Hallenkomplex von außen.

Die Spiele fanden in Brno im Stadtteil Královo Pole in den zwei Hallen des Vodova-arenas-Hallenkomplexes statt.
| \| Brno \| |
| Brno       |

| Brno |

## Qualifikation

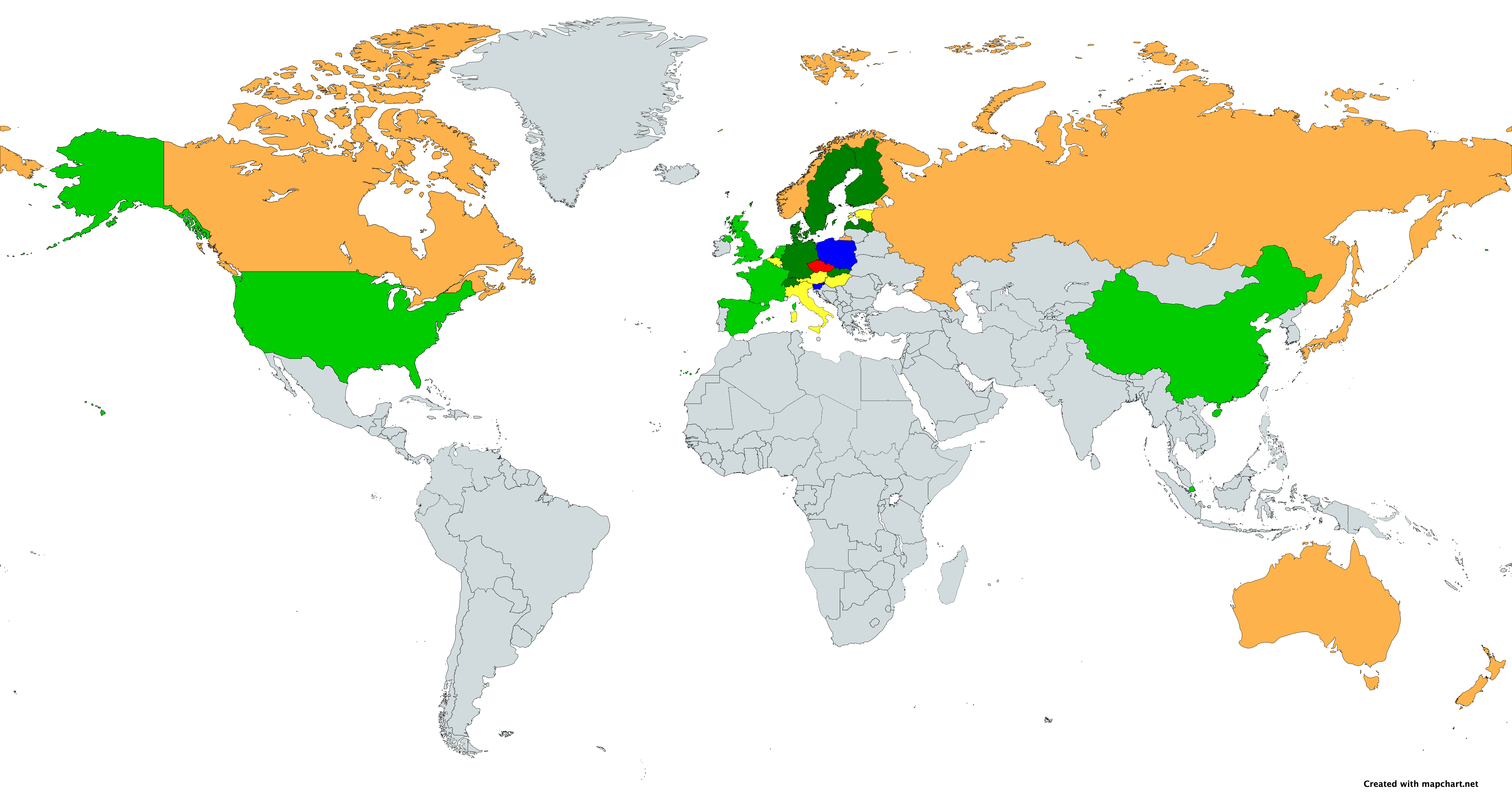
Gastgeber
Qualifiziert aufgrund der letzten WM
Qualifiziert aufgrund der Weltranglistenposition
Nicht qualifiziert oder abgesagt
Qualifiziert als nachnominiertes Team
Qualifiziert aber noch abgesagt

Die ersten Sieben und der Neunte bzw. Sieger der B-Division der U-19-Floorball-Weltmeisterschaft 2019 wären direkt für die A-Division qualifiziert gewesen.
Der achte und zehnte der letzten Weltmeisterschaft wären für die B-Division direkt qualifiziert. Für die letzten sechs freien Plätze hätte es eine Qualifikationsrunde gegeben. Dabei wären diese wie folgt vergeben worden:
- Europa: 2 Teilnehmer
- Amerika: 2 Teilnehmer
- Asien und Ozeanien: 2 Teilnehmer

Aufgrund der Corona-Pandemie wurden die im September 2020 und dann im Januar und Februar 2021 angesetzten Qualifikationsturniere abgesagt und es sollten die ersten 16 der letzten Weltmeisterschaft teilnehmen. Da nur zehn der 16 Nationen ihre Teilnahme bestätigten, wählte das IFF Central Board fünf weitere Nationalmannschaften aus und kündigte an, dass bei zukünftigen U19-Weltmeisterschaften auf den A- und B-WM-Modus verzichtet werden wird. Schließlich kamen alle Teilnehmer aus Europa.

### Teilnehmer
| 7 der A-WM 2019                     | Tschechien  | Schweden  | Finnland   | Schweiz |
|                                     | Lettland    | Slowakei  | Dänemark   |         |
| 3 der B-WM 2019                     | Deutschland | Slowenien | Polen      |         |
| 5 ausgewählte vom IFF Central Board | Estland     | Ungarn    | Österreich | Belgien |
|                                     | Italien     |           |            |         |

## Modus
Ab dieser Weltmeisterschaft wird in vier Gruppen à vier (und einmal drei) Teams gespielt werden. In Gruppe A und B spielen hierbei die acht in der Weltrangliste am besten platzierten Teilnehmer, in den Gruppen C und D die restlichen Teams. Die ursprüngliche Auslosung der Teams in die Gruppen erfolgte am 16. Dezember 2020 in Brno nach folgendem Schema.
|  | Für das Halbfinale qualifiziert               |
|  | Für das Spiel um Platz 5 qualifiziert         |
|  | Für die Spiele um Platz 7 bis 10 qualifiziert |
|  | Für das Spiel um Platz 11 qualifiziert        |

| Gruppe A        | Gruppe B        | Gruppe C          | Gruppe D          |
| --------------- | --------------- | ----------------- | ----------------- |
| Platz 1–4       | Platz 1–4       | Platz 8 und 10–12 | Platz 8 und 10–12 |
| Platz 1–4       | Platz 1–4       | Platz 8 und 10–12 | Platz 8 und 10–12 |
| Platz 5–7 und 9 | Platz 5–7 und 9 | Platz 13–16       | Platz 13–16       |
| Platz 5–7 und 9 | Platz 5–7 und 9 | Platz 13–16       | Platz 13–16       |

Die beiden Erstplatzierten der Gruppen A und B qualifizierten sich nach der Gruppenphase für das Halbfinale, die Drittplatzierten spielten gegeneinander den 5. Platz aus. Die Viertplatzierten spielten gegen die beiden Gruppensieger der Gruppen C und D um die Plätze 7 bis 10. Die Zweitplatzierten der Gruppen C und D spielen um Platz 11 und die restlichen drei um den 13. bis 15. Rang.

## Auslosung
Die Teams wurden gemäß ihrer Platzierung in der Weltrangliste in vier Töpfe aufgeteilt. (In Klammern die aktuelle Position.)
| Topf 1         | Topf 2          | Topf 3         | Topf 4          |
| -------------- | --------------- | -------------- | --------------- |
| Tschechien (1) | Lettland (5)    | Slowenien (10) | Österreich (19) |
| Schweden (2)   | Slowakei (6)    | Polen (12)     | Belgien (22)    |
| Finnland (3)   | Dänemark (7)    | Estland (17)   | Italien (24)    |
| Schweiz (4)    | Deutschland (9) | Ungarn (18)    |                 |

### Gruppen
Die Mannschaften wurden nacheinander beginnend mit Topf 4 aus den Töpfen gezogen. Die Mannschaften aus Topf 3 und 4 wurden alternierend auf Gruppe C und D verteilt, die Mannschaften der Töpfe 1 und 2 auf Gruppe A und B. Die Auslosung ergab folgende Gruppen.
| Gruppe A   | Gruppe B    | Gruppe C  | Gruppe D   |
| ---------- | ----------- | --------- | ---------- |
| Tschechien | Schweden    | Slowenien | Polen      |
| Finnland   | Schweiz     | Estland   | Österreich |
| Lettland   | Dänemark    | Ungarn    | Belgien    |
| Slowakei   | Deutschland | Italien   |            |

## Gruppenspiele

### Gruppe A
| Platz | Land       | Sp | S | U | N | +  | -  | Pkt |
| ----- | ---------- | -- | - | - | - | -- | -- | --- |
| 1.    | Finnland   | 3  | 3 | 0 | 0 | 33 | 12 | 6   |
| 2.    | Tschechien | 3  | 2 | 0 | 1 | 29 | 10 | 4   |
| 3.    | Lettland   | 3  | 1 | 0 | 2 | 20 | 36 | 2   |
| 4.    | Slowakei   | 3  | 0 | 0 | 3 | 16 | 40 | 0   |

| 25. August 2021 09:30 |  | Slowakei | 10:14 (3:4, 6:3, 1:7) Spielbericht | Lettland | Vodova arenas, Brno Zuschauer: 304 |

| 25. August 2021 18:40 |  | Tschechien | 4:6 (2:1, 2:2, 0:3) Spielbericht | Finnland | Vodova arenas, Brno Zuschauer: 1272 |

| 26. August 2021 12:30 |  | Finnland | 14:4 (2:1, 7:2, 5:1) Spielbericht | Lettland | Vodova arenas, Brno Zuschauer: 343 |

| 26. August 2021 18:30 |  | Tschechien | 13:2 (3:0, 5:1, 5:1) Spielbericht | Slowakei | Vodova arenas, Brno Zuschauer: 1068 |

| 27. August 2021 09:15 |  | Finnland | 13:4 (3:3, 3:0, 7:1) Spielbericht | Slowakei | Vodova arenas, Brno Zuschauer: 255 |

| 27. August 2021 15:15 |  | Lettland | 2:12 (1:4, 0:2, 1:6) Spielbericht | Tschechien | Vodova arenas, Brno Zuschauer: 603 |

### Gruppe B
| Platz | Land        | SP | S | U | N | +  | -  | Pkt |
| ----- | ----------- | -- | - | - | - | -- | -- | --- |
| 1.    | Schweden    | 3  | 3 | 0 | 0 | 31 | 3  | 6   |
| 2.    | Schweiz     | 3  | 2 | 0 | 1 | 23 | 10 | 4   |
| 3.    | Deutschland | 3  | 1 | 0 | 2 | 10 | 26 | 2   |
| 4.    | Dänemark    | 3  | 0 | 0 | 3 | 6  | 31 | 0   |

| 25. August 2021 12:30 |  | Schweiz | 13:2 (4:1, 8:1, 1:0) Spielbericht | Dänemark | Vodova arenas, Brno Zuschauer: 317 |

| 25. August 2021 15:30 |  | Deutschland | 2:13 (1:4, 1:5, 0:4) Spielbericht | Schweden | Vodova arenas, Brno Zuschauer: 471 |

| 26. August 2021 09:30 |  | Schweiz | 9:1 (1:0, 3:1, 5:0) Spielbericht | Deutschland | Vodova arenas, Brno Zuschauer: 279 |

| 26. August 2021 15:30 |  | Schweden | 11:0 (3:0, 6:0, 2:0) Spielbericht | Dänemark | Vodova arenas, Brno Zuschauer: 306 |

| 27. August 2021 12:15 |  | Dänemark | 4:7 (2:1, 1:4, 1:2) Spielbericht | Deutschland | Vodova arenas, Brno Zuschauer: 285 |

| 27. August 2021 18:15 |  | Schweden | 7:1 (1:0, 2:0, 4:1) Spielbericht | Schweiz | Vodova arenas, Brno Zuschauer: 585 |

### Gruppe C
| Platz | Land      | Sp | S | U | N | +  | -  | Pkt |
| ----- | --------- | -- | - | - | - | -- | -- | --- |
| 1.    | Estland   | 3  | 2 | 1 | 0 | 19 | 9  | 5   |
| 2.    | Slowenien | 3  | 2 | 1 | 0 | 22 | 14 | 5   |
| 3.    | Belgien   | 3  | 1 | 0 | 2 | 11 | 18 | 2   |
| 4.    | Ungarn    | 3  | 0 | 0 | 3 | 14 | 25 | 0   |

| 25. August 2021 10:00 |  | Belgien | 2:6 (1:1, 0:3, 1:2) Spielbericht | Estland | Vodova arenas, Brno Zuschauer: 100 |

| 25. August 2021 16:00 |  | Ungarn | 7:10 (2:5, 2:2, 3:3) Spielbericht | Estland | Vodova arenas, Brno Zuschauer: 138 |

| 26. August 2021 13:00 |  | Ungarn | 5:7 (1:1, 1:0, 3:6) Spielbericht | Belgien | Vodova arenas, Brno Zuschauer: 103 |

| 26. August 2021 16:00 |  | Slowenien | 5:5 (0:2, 0:1, 5:2) Spielbericht | Estland | Vodova arenas, Brno Zuschauer: 146 |

| 27. August 2021 13:00 |  | Slowenien | 7:2 (3:0, 1:1, 3:1) Spielbericht | Belgien | Vodova arenas, Brno Zuschauer: 124 |

| 27. August 2021 16:00 |  | Estland | 8:2 (5:0, 1:1, 2:1) Spielbericht | Ungarn | Vodova arenas, Brno Zuschauer: 111 |

### Gruppe D
| Platz | Land       | Sp | S | U | N | +  | -  | Pkt |
| ----- | ---------- | -- | - | - | - | -- | -- | --- |
| 1.    | Polen      | 2  | 2 | 0 | 0 | 39 | 4  | 4   |
| 2.    | Österreich | 2  | 1 | 0 | 1 | 9  | 13 | 2   |
| 3.    | Italien    | 2  | 0 | 0 | 2 | 2  | 33 | 0   |

| 25. August 2021 13:00 |  | Italien | 0:28 (0:7, 0:12, 0:9) Spielbericht | Polen | Vodova arenas, Brno Zuschauer: 142 |

| 26. August 2021 10:00 |  | Polen | 11:4 (1:1, 5:0, 5:3) Spielbericht | Österreich | Vodova arenas, Brno Zuschauer: 151 |

| 27. August 2021 10:00 |  | Österreich | 5:2 (1:0, 1:1, 3:1) Spielbericht | Italien | Vodova arenas, Brno Zuschauer: 75 |

## Platzierungsspiele

### Plätze 13–15
Da in den Gruppen C und D eine unterschiedliche Anzahl an Mannschaften vorherrschte, spielten die beiden Nationen aus der Gruppe C je einmal gegen Italien. Zusätzlich wurde das bereits gespielte Match aus der Gruppe C zur Wertung herangeführt.
| 28. August 2021 16:00 |  | Italien | 4:15 (1:4, 2:6, 1:5) Spielbericht | Ungarn | Vodova arenas, Brno Zuschauer: 78 |

| 28. August 2021 09:30 |  | Belgien | 16:2 (3:0, 6:1, 7:1) Spielbericht | Italien | Vodova arenas, Brno Zuschauer: 44 |

| Platz | Land    | Sp | S | U | N | +  | -  | Pkt |
| ----- | ------- | -- | - | - | - | -- | -- | --- |
| 13.   | Belgien | 2  | 2 | 0 | 0 | 23 | 7  | 4   |
| 14.   | Ungarn  | 2  | 1 | 0 | 1 | 20 | 11 | 2   |
| 15.   | Italien | 2  | 0 | 0 | 2 | 6  | 31 | 0   |

### Plätze 11
| 28. August 2021 19:00 |  | Österreich | 6:7 n. P. (5:0, 1:0, 0:6, 0:0, 2:3) Spielbericht | Slowenien | Vodova arenas, Brno Zuschauer: 82 |

### Plätze 7–10
Die Gewinner der Gruppen C und D spielten zunächst gegen die Letzten der Gruppe A und B.

Play-Offs
| 28. August 2021 10:00 |  | Slowakei | 13:0 (3:0, 2:0, 8:0) Spielbericht | Estland | Vodova arenas, Brno Zuschauer: 92 |

| 28. August 2021 13:00 |  | Dänemark | 3:10 (0:2, 0:2, 3:6) Spielbericht | Polen | Vodova arenas, Brno Zuschauer: 129 |

Spiel um Platz 9
| 29. August 2021 12:30 |  | Estland | 3:6 (0:3, 0:2, 3:1) Spielbericht | Dänemark | Vodova arenas, Brno Zuschauer: 43 |

Spiel um Platz 7
| 29. August 2021 10:00 |  | Slowakei | 6:4 (4:2, 1:1, 1:1) Spielbericht | Polen | Vodova arenas, Brno Zuschauer: 285 |

### Spiel um Platz 5
| 28. August 2021 11:30 |  | Lettland | 8:1 (1:0, 4:1, 3:0) Spielbericht | Deutschland | Vodova arenas, Brno Zuschauer: 310 |

## Finalrunde
|  | Halbfinale                     | Halbfinale                     |                                |   | Finale                         | Finale                         |
|  |                                |                                |                                |   |                                |                                |
|  | Finnland                       | 3                              |                                |   |                                |                                |
|  | Schweiz                        | 1                              |                                |   |                                |                                |
|  | Sa., 28. August 2021 17:40 Uhr |                                |                                |   |                                |                                |
|  |                                |                                | So., 29. August 2021 16:00 Uhr |   |                                |                                |
|  | Finnland                       | 3                              |                                |   |                                |                                |
|  |                                | Tschechien                     | 4                              |   |                                |                                |
|  |                                |                                |                                |   |                                |                                |
|  | Spiel um Platz 3               |                                |                                |   |                                |                                |
|  | Sa., 28. August 2021 14:30 Uhr | Sa., 28. August 2021 14:30 Uhr | Schweiz                        | 6 |                                |                                |
|  | Schweden                       | 4                              | Schweden                       | 7 |                                |                                |
|  | Tschechien                     | 5                              |                                |   | So., 29. August 2021 13:00 Uhr | So., 29. August 2021 13:00 Uhr |

### Halbfinale
| 28. August 2021 17:40 |  | Finnland Alpo Laitila (7.), Juuso Ahola (38.), Oliver Sillanpää (60. en.) | 3:1 (1:0, 1:0, 1:1) Spielbericht | Schweiz Leon Tringaniello (46.) | Vodova arenas, Brno Zuschauer: 380 |

| 28. August 2021 14:30 |  | Schweden Melker Hemmingberg (2.), Emil Jacobsson (29.), Joel Ekström (47.), Mattias Lövenfors (50.) | 4:5 n. P. (1:4, 1:0, 2:0, 0:0, 1:2) Spielbericht | Tschechien Petr Majer (6.), Adam Hemerka (13.), Matěj Pěnička (19.), Filip Forman (20.) | Vodova arenas, Brno Zuschauer: 1077 |

### Spiel um Platz 3
| 29. August 2021 13:00 |  | Schweiz Kimo Oesch (7., 14.), Dylan Hasenböhler (18.), Matteo Steiner (20.), Claudio Schmid (20.), Gian Thöni (31.) | 6:7 (4:2, 2:2, 0:3) Spielbericht | Schweden Hannes Nyström (5., 34., 53.), Mattias Lövenfors (6., 54.), Emil Jacobsson (24.), Melker Hemmingberg (24.) | Vodova arenas, Brno Zuschauer: 896 |

### Finale
| 29. August 2021 16:00 |  | Finnland Alpo Laitila (1., 18.), Tatu Havula (55.) | 3:4 (2:0, 0:1, 1:3) Spielbericht | Tschechien Matěj Havlas (23.), Matěj Pěnička (43.), Bohumil Piskáček (51.), Matěj Čermák (59.) | Vodova arenas, Brno Zuschauer: 2261 |

## Abschlussplatzierungen
| RF | Team        |
| -- | ----------- |
| 1  | Tschechien  |
| 2  | Finnland    |
| 3  | Schweden    |
| 4  | Schweiz     |
| 5  | Lettland    |
| 6  | Deutschland |
| 7  | Slowakei    |
| 8  | Polen       |
| 9  | Dänemark    |
| 10 | Estland     |
| 11 | Slowenien   |
| 12 | Österreich  |
| 13 | Belgien     |
| 14 | Ungarn      |
| 15 | Italien     |